# سن-بارنابه
سن-بارنابه (به فرانسوی: Saint-Barnabé) یک کمون در فرانسه است که در Canton of La Chèze واقع شده‌است.

## خصوصیات
سن-بارنابه ۲۲٫۷۵ کیلومترمربع مساحت و ۱٬۲۶۳ نفر جمعیت دارد.